# Поттс, Реджинальд
Реджинальд Хьюберт Поттс (англ. Reginald Hubert Potts; 3 января 1892, Лондон — 1968, Уэртинг, Западный Суссекс) — британский гимнаст, бронзовый призёр летних Олимпийских игр 1912 года. Участвовал на тех же играх в индивидуальном первенстве, занял 32-е место.